# معركة ملاذكرد (1071)
معركة ملاذكرد (بالتركية: Malazgirt Meydan Muharebesi) هي معركة دارت بين الإمبراطورية البيزنطية والسلاجقة المسلمين في 26 أغسطس 1071 بالقرب من ملاذكرد (ملازغرد حاليا في محافظة موش، تركيا). لعبت الخسارة الحاسمة للجيش البيزنطي وأَسر الإمبراطور رومانوس الرابع ديوجينيس دورا مهما في ضعضعة الحكم البيزنطي في الأناضول وأرمينيا، وتمكن السلاجقة من مد نفوذهم اتجاه الأناضول.

## الاستعداد للمعركة
في عام 1068 تولى رومانوس الرابع السلطة، ووضع بعض الإصلاحات العسكرية السريعة وعهد إلى مانويل كومنينوس (ابن شقيق إسحاق الأول كومنينوس) بقيادة حملة ضد السلاجقة واستولى فيها على أجزاء من سوريا، ثم أحبط هجومًا تركيًا على قونية بهجوم مضاد،  ولكن بعد ذلك هُزِم وأسره السلاجقة تحت حكم السلطان ألب أرسلان. وعلى الرغم من نجاحه، فقد سعى ألب أرسلان إلى معاهدة سلام مع البيزنطيين، وتم التوقيع عليها عام 1069.
في فبراير 1071 أرسل رومانوس مبعوثين إلى ألب أرسلان لتجديد معاهدة 1069، وحرصًا على تأمين جناحه الشمالي ضد الهجوم، وافق ألب أرسلان بسعادة. وبعد تخليه عن حصار الرها، قاد جيشه على الفور لمهاجمة حلب الخاضعة للسيطرة الفاطمية. لكن معاهدة السلام أخلّها رومانوس واعتبرها إلهاءًا متعمدًا ليقود جيشًا كبيرًا إلى أرمينيا لاستعادة القلاع المفقودة قبل أن يتمكن السلاجقة من الرد عليهم.
جهّز الإمبراطور البيزنطي رومانوس جيشًا ضخمًا يتكون من مائتي ألف مقاتل من الروم والروس والكرج والأرمن والخزر والفرنجة والبلغاريين، وتحرك بهم من القسطنطينية عاصمة دولته واتجه إلى ملاذكرد حيث يعسكر الجيش السلجوقي.
أدرك ألب أرسلان صعوبة موقفه؛ فهو أمام جيش بالغ الضخامة كثير العتاد، في حين أن قواته لا تتجاوز عشرين ألفًا ، فبادر بالهجوم على مقدمة جيش الروم، ونجح في تحقيق نصر خاطف يحقق له التفاوض العادل مع إمبراطور الروم؛ لأنه كان يدرك صعوبة أن يدخل معركة ضد جيش الروم؛ فقواته الصغيرة لا قبل لها بمواجهة غير مضمونة العواقب، فأرسل إلى الإمبراطور مبعوثًا من قبله ليعرض عليه الصلح والهدنة؛ فأساء الإمبراطور استقبال المبعوث ورفض عرض السلطان، وطالبه أن يبلغه بأن الصلح لن يتم إلا في مدينة الري عاصمة السلاجقة.

## الاستعداد للقاء
أيقن السلطان ألاَّ مفر من القتال بعد أن فشل الصلح والمهادنة في دفع شبح الحرب؛ فعمد إلى جنوده يشعل في نفوسهم روح الجهاد وحب الاستشهاد، وأوقد في قلوبهم جذوة الصبر والثبات، ووقف فقيه السلطان وإمامه أبو نصر محمد بن عبد الملك البخاري يقول للسلطان مقوِّيًا من عزمه: إنك تقاتل عن دينٍ وعد الله بنصره وإظهاره على سائر الأديان، وأرجو أن يكون الله قد كتب باسمك هذا الفتح، فالقِهم يوم الجمعة بعد الزوال، في الساعة التي يكون الخطباء على المنابر، فإنهم يدعون للمجاهدين بالنصر، والدعاء مقرون بالإجابة.
وحين دانت ساعة اللقاء في (آخر ذي القعدة 463 هـ/ أغسطس 1071 م) صلّى بهم الإمام أبو نصر البخاري، وبكى السلطان، فبكى الناس لبكائه، ودعا ودعوا معه، ولبس البياض وتحنط، وقال: إن قتلت فهذا كفني.

## أحداث المعركة
أحسن السلطان ألب أرسلان خطة المعركة، وأوقد الحماسة والحمية في نفوس جنوده، حتى إذا بدأت المعركة أقدموا كالأسود الضواري تفتك بما يقابلها، وهاجموا أعداءهم في جرأة وشجاعة، وأمعنوا فيهم قتلاً وتجريحًا، وما هي إلا ساعة من نهار حتى تحقق النصر، وانقشع غبار المعركة عن جثث الروم تملأ ساحة القتال. في المعركة خطب السلطان في جنوده قائلاً:
| معركة ملاذكرد (1071) | إنني أقاتل محتسباً صابراً. فإن سلمت فنعمة من الله عز وجل وإن كانت الشهادة فهذا كفني..، أكملوا معركتكم تحت قيادة ابني ملكشاه | معركة ملاذكرد (1071) |

ولما تقارب الجيشان طلب السلطان من امبراطور الروم الهدنة فرفض، فخطب السلطان في جنوده قائلاً:
| معركة ملاذكرد (1071) | من أراد الإنصراف فلينصرف. ما ها هنا سلطان يأمر وينهي | معركة ملاذكرد (1071) |

ثم ربط ذيل فرسه بيده وفعل العسكر مثله ولبس البياض وقال:
| معركة ملاذكرد (1071) | إن قتلت فهذا كفني | معركة ملاذكرد (1071) |

ووقع الإمبراطور البيزنطي أسيرًا في أيدي السلاجقة، وسيق إلى معسكر السلطان ألب أرسلان الذي قال له: ما عزمت أن تفعل بي إن أسرتني؟ فقال: أفعل القبيح. فقال له السلطان: فما تظن أنني أفعل بك؟ قال: إما أن تقتلني وإما أن تشهر بي في بلاد الشام، والأخرى بعيدة وهي العفو وقبول الأموال واصطناعي نائبًا عنك. فقال السلطان: ما عزمت على غير هذا.

## إطلاق سراح الإمبراطور البيزنطي
أطلق السلطان ألب أرسلان سراح الإمبراطور البيزنطي بعد أن تعهد بدفع فدية كبيرة قدرها مليون ونصف دينار، وأن يطلق كل أسير مسلم في أرض الروم، وأن تعقد معاهدة صلح مدتها خمسون عامًا، يلتزم الروم خلالها بدفع الجزية السنوية، وأن يعترف الروم بسيطرة السلاجقة على المناطق التي فتحوها من بلادهم، وأن يتعهدوا بعدم الاعتداء على ممتلكات السلاجقة.
ثم أعاد السلطان غريمه وأسيره الإمبراطور البيزنطي إلى بلاده، وخلع عليه خلعة جليلة، وخصص له سرادقًا كبيرًا، وأعطاه قدرًا كبيرًا من المال لينفق منه في سفره، ثم أفرج عن عدد من ضباطه ليقوموا بخدمته، وأمر عددًا من رجاله بصحبته حتى يصل إلى دياره سالمًا.
ولم تكد تصل أخبار الهزيمة إلى القسطنطينية حتى أزال رعاياه «اسمه من سجلات الملك»، وقالوا: إنه سقط من عداد الملوك، وعُيِّن ميخائيل السابع إمبراطورًا؛ فألقى القبض على رومانوس الرابع الإمبراطور السابق، وسمل عينيه.

## آثار المعركة
بعد انتصار المسلمين في هذه المعركة تغيّرت صورة الحياة والحضارة في هذه المنطقة؛ فاصطبغت بالصبغة الإسلامية بعد انحسار النفوذ البيزنطي تدريجيًا عن هذه المنطقة، ودخول سكانها في الإسلام، والتزامهم به في حياتهم وسلوكهم.
وواصل الأتراك السلاجقة غزوهم لمناطق أخرى بعد ملاذكرد، حتى توغلوا في قلب آسيا الصغرى، ففتحوا قونية وآق، ووصلوا إلى كوتاهية، وأسسوا فرعًا لدولة السلاجقة في هذه المنطقة عرف باسم «سلطنة سلاجقة الروم»، أسَّسها سُليمان بن قُتلُمُش الذي عُدَّ بعد ذلك جدَّ سلاطين بلاد الأناضول، ظل حكامها يتناوبون الحكم أكثر من قرنين من الزمان بعد انتصار السلاجقة في ملاذكرد، وأصبحت هذه المنطقة جزءًا من بلاد المسلمين إلى يومنا هذا.
وكان من ثمار دخول هذه المنطقة في حوزة السلاجقة انتشار اللغتين العربية والفارسية، وهو ما كان له أثره في مظاهر الحضارة منذ ذلك الوقت حتى يومنا هذا، غير أن هزيمة الروم في موقعة ملاذكرد جعلتهم ينصرفون عن هذا الجزء من آسيا الصغرى، ثم عجزوا عن الاحتفاظ ببقية الأجزاء الأخرى أمام غزوات المسلمين الأتراك من السلاجقة والعثمانيين، وقد توالت هذه الغزوات في القرون الثلاثة التالية لموقعة ملاذكرد، وانتهت بالإطاحة بدولة الروم، والاستيلاء على القسطنطينية عاصمتها، واتخاذها عاصمة للدولة العثمانية، وتسميتها بإسلامبول أو إستانبول.
عُدَّت هذه المعركة أكبر كارثة حلَّت بِالإمبراطوريَّة البيزنطيَّة في أواخر القرن الحادي عشر الميلاديّ، وجاءت دليلًا على نهاية دور الروم في حماية العالم المسيحي من ضغط المُسلمين، وفي حراسة الباب الشرقي لِأوروپَّا من غزو الآسيويين، وبِذلك صار على الغرب الأوروپي أن يقوم بِدوره في هذا المضمار بدلًا من اعتماده حتَّى ذلك الوقت على الإمبراطوريَّة البيزنطيَّة، وهذا ما دفع بعض المُؤرخين إلى اعتبار أنَّ نتيجة هذه المعركة اتخذها الأوروپيُّون حُجَّةً من بين عدَّة حُجج لإعلان حملاتهم الصليبيَّة ضدَّ الإسلام.

### فتح الأناضول والتغيُّرات الديمُغرافيَّة
كانت معركة ملاذكرد نُقطة تحوُّلٍ هامَّةٍ في تاريخ غربيّ آسيا بِخاصَّة وفي التاريخ الإسلامي بِعامَّة، لِأنَّها يسَّرت القضاء على سيطرة البيزنطيين على أكثر أجزاء بلاد الأناضول، ممَّا ساعد على القضاء على الإمبراطوريَّة البيزنطيَّة نفسها، بعد بضعة قُرُونٍ، على أيدي العُثمانيين. كما عُدَّت هذه المعركة أكبر كارثة حلَّت بِالإمبراطوريَّة البيزنطيَّة في أواخر القرن الحادي عشر الميلاديّ، وجاءت دليلًا على نهاية دور الروم في حماية العالم المسيحي من ضغط المُسلمين، وفي حراسة الباب الشرقي لِأوروپَّا من غزو الآسيويين، وبِذلك صار على الغرب الأوروپي أن يقوم بِدوره في هذا المضمار بدلًا من اعتماده حتَّى ذلك الوقت على الإمبراطوريَّة البيزنطيَّة، وهذا ما دفع بعض المُؤرخين إلى اعتبار أنَّ نتيجة هذه المعركة اتخذها الأوروپيُّون حُجَّةً من بين عدَّة حُجج لإعلان حملاتهم الصليبيَّة ضدَّ الإسلام. وأتاحت نتيجة المعركة لِلسلاجقة الانسياب إلى جوف آسيا الصُغرى، وشجَّعتهم النزاعات والحُرُوب الداخليَّة التي نشبت بين البيزنطيين على الاستقرار في رُبُوعها، وتأسيس سلطنة عُرفت في التاريخ باسم «سلطنة سلاجقة الروم»، أسَّسها سُليمان بن قُتلُمُش الذي عُدَّ بعد ذلك جدَّ سلاطين بلاد الأناضول. وكان سُليمان المذكور قد أخذ على عاتقه إدارة شُؤون المنطقة الشماليَّة الغربيَّة بعد رحيل السُلطان ألب أرسلان عن آسيا الصُغرى وتوجُهه شرقًا، وعزم على أن يُقيم لِنفسه سلطنةً في قونية وآق سراي وغيرهما من المُدُن التي كانت تحت حُكم أبيه قُتلُمُش بن إسرائيل، ويتولَّى حُكمُها مع الاعتراف بِسيادة ملكشاه سُلطان السلاجقة العظام الذي خلف أباه ألب أرسلان بعدما قُتل الأخير في بلاد ما وراء النهر. وقد ساعد سُليمان في تحقيق غايته عاملان: الأوَّل هو التغيُّر الديمُغرافي الناتج عن الفُتُوح، والآخر هو الأوضاع البيزنطيَّة المُضطربة، التي زادت اضطرابًا بُعيد هزيمة ملاذكرد. فمن حيثُ العامل الأوَّل استقرَّ المُسلمون في الكثير من القُرى والمزارع التي هجرها سُكَّانها، وعمل السلاجقة على إزالة آثار المعالم البيزنطيَّة من الطُرق الرئيسيَّة في أرمينية وقبادوقية، بِالإضافة إلى الإدارة المدنيَّة في المُدُن، بعد أن تخلَّى مُعظم السُكَّان عن تبعيَّتهم لِلإمبراطوريَّة البيزنطيَّة ودخلوا تحت جناح المُسلمين، خوفًا من المجاعة التي يُمكن أن تضرب بلادهم نتيجة المعارك. ومع ذلك فإنَّ السلاجقة تركوا المُدُن تحكُم نفسها بِنفسها ولم يتدخَّلوا في شُؤونها الداخليَّة، إلَّا أنَّ صورة الحياة فيها أخذت بالتغيُّر رويدًا، فاصطبغت بالصبغة الإسلاميَّة. إذ إنَّ انحسار النُفُوذ البيزنطي عن المنطقة شجَّع الأهالي على الدُخُول في دين الفاتحين الجُدد، على أنَّ الكثير منهم كان إسلامه ظاهريًّا في البداية.

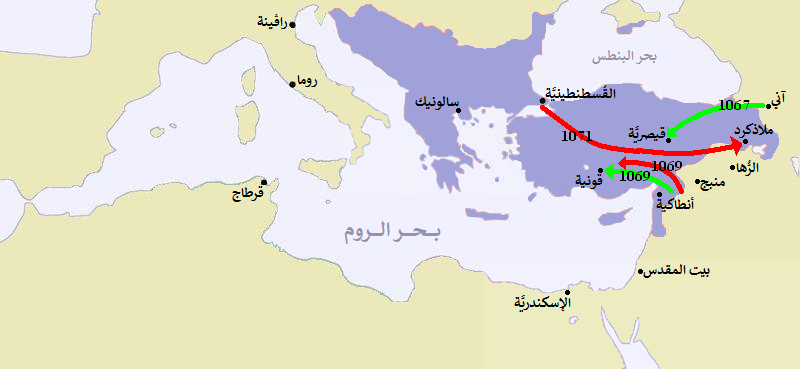
تحرُّكات السلاجقة (بِالأخضر) قبل وبعد معركة ملاذكرد عبر بلاد الأناضول.

ومن حيث العامل الآخر فقد حفل التاريخ البيزنطي آنذاك بِحركات التآمر والتمرُّد، فحين وصل إلى القُسطنطينيَّة نبأ كارثة ملاذكرد وأسر الإمبراطور رومانوس، أعلن ميخائيل دوكاس ابن زوجة رومانوس أنَّهُ بلغ سن الرُشد، وتولَّى مقاليد الحُكم باسم «ميخائيل السابع»، مدفوعًا من قِبل شخصين: عمِّه يوحنَّا، الذي كره انتقال الحُكم إلى سُلالةٍ أُخرى بعد وفاة أخيه الإمبراطور السابق قُسطنطين العاشر، والكاهن العلَّامة ميخائيل فسيلوس، ولم يلبث هؤلاء أن دبَّروا اعتقال الإمبراطور السابق رومانوس، بعد أن أطلق السلاجقة سراحه، فنفوه إلى إحدى جُزُر بحر مرمرة بعد أن سُملت عيناه. وتميَّز حُكم ميخائيل السابع بِالضعف، فلم يستطع صد السلاجقة أو دفعهم إلى الخلف، بل اضطرَّ إلى التعاون معهم في بعض الأحيان، كما جرى سنة 466هـ المُوافقة لِسنة 1073م، حينما خرج عليه أحد قادة جيشه النورمان المدعو «روسل بايليل» وطمع بِالاستقلال في مناطق قونية وأنقرة وإقامة دولة نورمانيَّة في القسم الشرقي من الإمبراطوريَّة مُتتبعًا خطا أبناء جلدته عندما أقاموا إمارة في جنوبيّ إيطاليا على حساب الإمبراطوريَّة. ثُمَّ تطلَّع لِلسيطرة على القُسطنطينيَّة، فخشي ميخائيل السابع أن يتمكَّن من تثبيت أقدامه في قلب الإمبراطوريَّة وعلى حسابها؛ فاستعان بِالسلاجقة لِقمع حركته، مُقابل اعترافه بِسُلطة سُليمان بن قُتلُمُش على الأقاليم التي كانت بحوزته في شرقيّ الأناضول. وحدث في سنة 471هـ المُوافقة لِسنة 1078م، أن أعلن نقفور بوتانياتيس حاكم عمورية في إقليم فريجيا الثورة على الإمبراطور مدفوعًا بِطُمُوحه الشخصي ونقمته على ضعف حُكم ميخائيل السابع، ولم يتردَّد في إعلان نفسه إمبراطورًا باسم «نقفور الثالث». وحاول ميخائيل السابع القضاء على تمرُّده بالاستعانة بِقبائل التُرك من أتباع سُليمان، إلَّا أنَّ هذا الأخير لم يلبث أن تخلَّى عن الإمبراطور ودخل في خدمة بوتانياتيس الذي أغراه بِمزيدٍ من الامتيازات. واستخدم هذا الأخير، مُرتزقةً تُركاً لِحراسة ما سيطر عليه من المُدُن أثناء زحفه نحو العاصمة القُسطنطينيَّة مثل: سيزيكوس ونيقية ونيقوميدية وخلقدونية وأُسكُدار. وهكذا دخل المُسلمون لِأوَّل مرَّة المُدُن الكُبرى بِغرب الأناضول، واستغلَّ السلاجقة هذه الفُرصة لِلتوسُّع. وإذا كانت تلك المُدُن ظلَّت من الناحية الشكليَّة تابعة لِلإمبراطوريَّة البيزنطيَّة، إلَّا أنَّ الحاميات العسكريَّة الجديدة فيها كانت من نوعٍ جديد، إذ تألَّفت من عُنصُرٍ يدينُ بِالإسلام وبنيَّته مُتابعة الزحف على القُرى والمُدُن المُجاورة لِفتحها والاستقرار بها، فضلًا عن أنَّ أفرادها قطعوا الاتصالات بين العاصمة البيزنطيَّة وداخل الأناضول، ولم يعد من السهل على أي إمبراطور مهما كان قويًّا أن يطردهم من مواقعهم.

## شخصيات المعركة

### ألب أرسلان

تمثال لألب أرسلان

تولى ألب أرسلان حكم دولة السلاجقة سنة (455 هـ/ 1063 م) خلفًا لعمه طغرل بك الذي أسس الدولة ومدَّ سلطانها تحت بصره حتى غدت أكبر قوة في العالم الإسلامي، وقضى ألب أرسلان السنوات الأولى من حكمه في المحافظة على ممتلكات دولته وتوسيع رقعتها، وتأمين حدودها من غارات الروم.
ثم تطلع إلى ضم المناطق المسيحية المجاورة لدولته؛ فاتجه صوب الغرب لفتح بلاد الأرمن وجورجيا والأجزاء المجاورة لها من بلاد الروم، وكان أهل هذه البلاد يكثرون من الإغارة على إقليم أذربيجان حتى صاروا مصدر إزعاج وقلق لسكانه، وهو ما دفع بالسلطان السلجوقي إلى ضرورة كبح جماح هؤلاء الغزاة.
وأزعج ذلك إمبراطور الروم رومانوس ديوجينس، وأدرك أن التوسع السلجوقي لا يقف عند هذا الحد، وأن خطره سيهدد بلاده، فعزم على تحويل أنظار السلاجقة عن بلاده بالإغارة على بلاد الشام الشمالية، فهاجم مدينة «منبج» ونهبها وقتل أهلها، غير أن ذلك لم يكن كافيًا لدفع خطر السلاجقة على بلاده، فأعد جيشًا كبيرًا لضرب السلاجقة، وتحجيم قوتها وإضعافها.

## في الثقافة
- أكبر مسجد في تركيا، مسجد جامليجا في إسطنبول، به أربعة مآذن تمتد بطول 107.1 مترًا (351 قدمًا)، وهو القياس الذي يشير إلى معركة ملاذكرد (1071). في عام 2018، أعلن حزب العدالة والتنمية الحاكم في تركيا عن أجندته المستقبلية لأهداف 2023 و 2053 و 2071: الذكرى المئوية للجمهورية التركية، والذكرى الـ 600 لفتح إسطنبول والذكرى الألف لمعركة ملاذكرد، على التوالي.[26]
- أُنتج فيلم ملاذكرد وهو من إنتاج هيئة الإذاعة والتلفزيون التركية (TRT) وشركة «2506 سينما».[27]
- المعركة جزء من لعبة أيج أوف إمبايرز: ذي أيج أوف كينغز.[28]